# Guillermo I de Urgel
Vizconde de Urgel que sucedió a su padre Miro I hacia 975. 
Se casó dos veces: la primera vez con una dama llamada Sancha, y la segunda con Ermengarda de Pallars. De la primera tuvo dos hijos, su sucesor Miro II de Urgel y Riquilda.
Murió hacia 1035.
| Predecesor: Miró I | Vizconde de Urgel 975 - 1035 | Sucesor: Miro II |

- Datos: Q9001337